# 2. siječnja u Drugom svjetskom ratu
Drugi svjetski rat po nadnevcima: 2. siječnja u Drugom svjetskom ratu.

### 1942.
- Japanska carska mornarica osvojila Manilu, glavni grad Filipina.

### 1944.
- Zaključena partizanska Bujanska konferencija kojom se Kosovu priznaje pravo na samoopredjeljenje do odcjepljenja, a Albancima ostvarivanje njihove vjekovne želje za ujedinjenjem s Albanije.